# Неуланд, Олав
О́лав Ре́йнхольд-Фе́ликс Не́уланд (эст. Olav Reinhold-Felix Neuland; 29 апреля 1947, Вильянди, Эстонская ССР, ныне Эстония — 21 мая 2005, Ания, Эстония ) — эстонский кинорежиссёр-документалист, сценарист и продюсер.

## Биография
В 1966—1969 годах учился на актёрско-режиссёрском факультете Таллинской консерватории. Учился на отделении исполнительского искусства Таллиннской государственной консерватории, затем в 1969—1972 годах — в Таллиннском педагогическом институте, где изучал культурное образование и получил специальность театрального режиссера. В 1976—1978 годах продолжил обучение в Москве на двухгодичных курсах сценаристов и режиссеров (преподаватели Витаутас Жалакявичюс и Глеб Панфилов). В 1969—1972 годах работал на Эстонском телевидении помощником режиссера, а в 1973—1976 — сценаристом, редактором и режиссером. В 1978—1988 годах был режиссером художественных фильмов на киностудии «Таллинфильм».
Погиб 21 мая 2005 года, пилотируя мотодельтаплан. Похоронен на кладбище Пярнамяэ.

## Фильмография

### Режиссёр
- 1974 — Органное звучание /  (д/ф)
- 1975 — Рассказ о короле инструментов /  (д/ф)
- 1976 — Осеннее золото /  (д/ф)
- 1976 — Мастер третьего поколения /  (д/ф)
- 1979 — Гнездо на ветру / Tuulte pesa
- 1980 — Временные люди /  (д/ф)
- 1980 — Твоё время /  (д/ф)
- 1982 — Коррида / Corrida
- 1984 — Реквием / Reekviem
- 1985 — Во времена волчьих законов / Hundiseaduse aegu
- 1988 — Русалочьи отмели / Näkimadalad
- 1989 — Гитлер — Сталин. 1939 /  (д/ф)
- 1997 — Дилемма Христа /  (д/ф)

### Сценарист
- 1974 — Органное звучание /
- 1975 — Рассказ о короле инструментов /
- 1976 — Осеннее золото /
- 1980 — Временные люди /
- 1980 — Твоё время /
- 1982 — Коррида / Corrida (с Теэтом Калласом[эст.])
- 1984 — Реквием / Reekviem (с Теэтом Калласом)
- 1985 — Во времена волчьих законов / Hundiseaduse aegu (с Арво Валтоном)
- 1988 — Русалочьи отмели / Näkimadalad (с Арво Валтоном, мини-сериал)
- 1989 — Гитлер — Сталин. 1939 /  (с Айгаром Вахеметса[эст.])
- 1997 — Дилемма Христа /  (с Айгаром Вахеметса)

### Продюсер
- 1997 — Дилемма Христа /

## Награды
- 1979 — Главный диплом кинофестиваля молодых кинематографистов в Киеве («Гнездо на ветру»)
- 1980 — Премия конкурса дебютов Международного кинофестиваля в Карловых Варах («Гнездо на ветру»)
- 1980 — Приз за лучший режиссёрский дебют XIII Всесоюзного кинофестиваля («Гнездо на ветру»)